# Chiesa dei Santi Filippo e Giacomo (Ronco all'Adige)
La chiesa dei Santi Filippo e Giacomo è la chiesa parrocchiale di Scardevara, frazione del Comune di Ronco all’Adige, in provincia e diocesi di Verona; fa parte del vicariato dell’Est Veronese, precisamente dell'Unità Pastorale Albaredo-Ronco.

## Storia
La chiesa dei Santi Filippo e Giacomo si sviluppò nell’XI secolo su un’isola del fiume Adige per opera di alcuni monaci benedettini stanziati in loco già dal secolo precedente.

Da questa piccola comunità monastica si sviluppò successivamente la comunità locale, che veniva a trovarsi in una zona paludosa.
Il terremoto del 1117 portò alla sostituzione del precedente edificio sacro con uno nuovo con funzione di pieve, in collegamento con le vicine pievi in stile romanico veronese di San Salvatore in Zerpa, di San Michele in Belfiore, di Santa Maria in Ronco all’Adige e di Sant’Ambrogio in Tombasozana.

La chiesa viene citata come pieve nella Bolla pontificia di Eugenio III del 1145, riguardante la diocesi veronese, la Piae Postulatio Voluntatis.
Per la costruzione del nuovo edificio sacro si usò materiale del precedente e l’attuale chiesa va datata alla metà del XII secolo e fu costruita da maestranze veronesi.
Nel 1389 i benedettini abbandonarono Scardevara per ritirarsi a Verona a San Fermo Minore, mentre quasi un secolo dopo (prima domenica di agosto del 1490) verrà consacrato l’altare maggiore, dopo che vi erano stati rinnovamenti interni dell’edificio.
Le visite pastorali ci danno altre informazioni, come quella del 1526 del Vescovo di Verona Gian Matteo Giberti, in cui sono citati per la prima volta i santi titolari e in cui si denuncia il cattivo stato del tetto dell’edificio, nonché il fatto che all’interno cresceva l’erba e gli animali potessero entrare.

Qualche anno più tardi, nel 1530, fu rifatto il pavimento e nel 1532 si predisposero i materiali per restaurare il tempio.
Momento importante fu quello che avvenne il 20 maggio 1612, con la stipula dell’erezione della parrocchia di Scardevara, smembrandola da quella di Ronco all’Adige.
La chiesa versa ancora in cattive condizioni a metà del XIX secolo, come denuncia il parroco all’Amministrazione Comunale.

In realtà passarono ancora alcuni decenni fino ad arrivare al 1899, quando il Comune decise di compiere alcuni lavori urgenti. Fu proprio in questa occasione che si decise di dare all’aula liturgica un aspetto notevolmente diverso dall’originale. Molto del materiale altomedievale presente fu riutilizzato come materiale di spoglio e collocato in posizione diversa rispetto a quella originale.
Altri lavori furono compiuti nel 1922 con la sistemazione del tetto, con un restauro generale nel 1975 e nel 2005-2006 con un intervento di manutenzione della facciata, delle absidi e, in parte, dell’interno.

## Descrizione

### Esterno

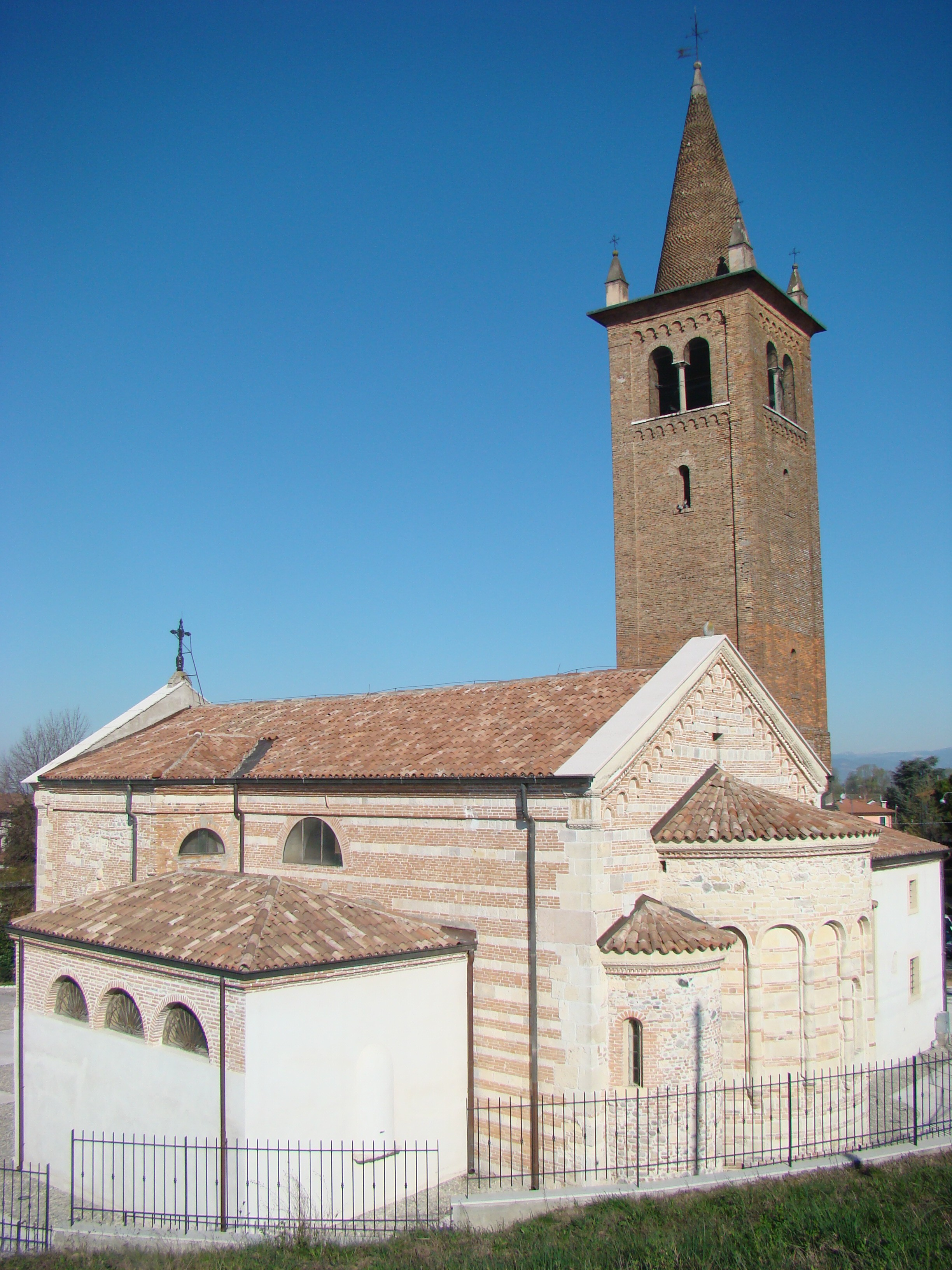
Veduta esterna del fianco sud e delle absidi minore destra e maggiore della chiesa.

La facciata a capanna è stata costruita con corsi alternati di conci squadrati di tufo e filari di mattoni di laterizio. Al centro sorge il portale d’ingresso con arco a tutto sesto, sovrastato da un protiro con nicchia trasformata in monofora. Questa parte della facciata è stata ristrutturata tra il Quattrocento e il Cinquecento.

Ai lati del protiro vi sono due monofore cieche, mentre in alto, in asse con esso, vi è un piccolo oculo lavorato come un rosone che introduce la luce naturale nella chiesa.

Lungo i spioventi è visibile la decorazione ad archetti pensili e al culmine della facciata è collocata una grande Croce metallica.
I prospetti esterni delle pareti sono quelli tipici del romanico veronese, con paramento murario a vista, con corsi alternati di mattoni e pietra.
Interessante è la zona absidale, rimasta praticamente intatta, richiamando elementi presenti a San Fermo Maggiore in Verona e nella pieve di Tombasozana. Anche qui il coronamento presenta, come in facciata, archetti pensili ed è evidente la bicromia dovuta all’uso del cotto e del tufo. Al di sotto sono presenti tre absidi, con la centrale scandita da lesene con capitelli scolpiti.

Ogni abside presenta una monofora strombata, mentre sopra quella maggiore vi è una finestra a forma di croce.

### Interno
L’interno della chiesa, in stile neoclassico, stravolto tra la fine dell’Ottocento e il XX secolo, si presenta a navata unica con tre absidi, e con pianta a croce latina grazie alle due piccole aule laterali che hanno ampliato nel tempo l’edificio.
Le pareti sono ritmate da lesene d’ordine tuscanico, su cui è impostata la trabeazione che si sviluppa per l’intero perimetro dell’aula.

Nella parte inferiore delle pareti vi è una zoccolatura bassa in marmo rosso Verona, mentre in alto vi sono delle finestre a lunetta che introducono la luce naturale nell’edificio sacro.
Il pavimento è in quadrotte alternate di granito grigio e rosso posate in corsi diagonali, mentre il soffitto dell’aula è costituito da una grande volta a padiglione con dipinto al centro.
A metà dell’aula si aprono due cappelle laterali, una di fronte all’altra, in cui si trovano rispettivamente sul lato sinistro l’altare di San Giuseppe e sul lato destro l’altare della Beata Vergine Maria.
All’interno della chiesa vi sono due dipinti donati nel XX secolo. Uno è la tela dell’Assunzione della Vergine attribuita ad Alessandro Turchi detto l’Orbetto; l’altro, sul lato sinistro rispetto all’ingresso, è la Visita di Maria a Santa Elisabetta, di autore veneto.

In una nicchia vi è una statua della Maternità, mentre con i restauri del 2006 è affiorato un affresco con alcuni santi. Tra di essi ben riconoscibile è San Nicola di Bari, con ai piedi una imbarcazione, a conferma della presenza di barcaioli in zona in quanto protettore dei naviganti.
Il braccio destro del pseudo-transetto è utilizzabile dai fedeli e vi sono collocati i confessionali, mentre in quello sinistro vi è l’organo.
Il presbiterio, rialzato di due gradini rispetto all’aula, è pavimentato con lastre di granito rosso e presenta una volta a crociera.

L'intervento di adeguamento liturgico, avvenuto tra il 1975 e il 1980, ha portato all'installazione di un nuovo altare in marmo rivolto verso l’assemblea, a lato del quale sono collocati  a sinistra l’ambone e a destra il fonte battesimale. Rialzata di un gradino è la sede del celebrante costituita da sedili mobili in legno intagliato.
La chiesa termina con le tre absidi a sviluppo semicircolare. In quella centrale, salendo una doppia rampa con quattro gradini, si accede all’altare su cui è collocato il tabernacolo, tutti elementi probabilmente recuperati dall'altare maggiore antecedente il Concilio Vaticano II.
Sul lato sinistro del presbiterio è collocata la sacrestia.

## Campanile e campane

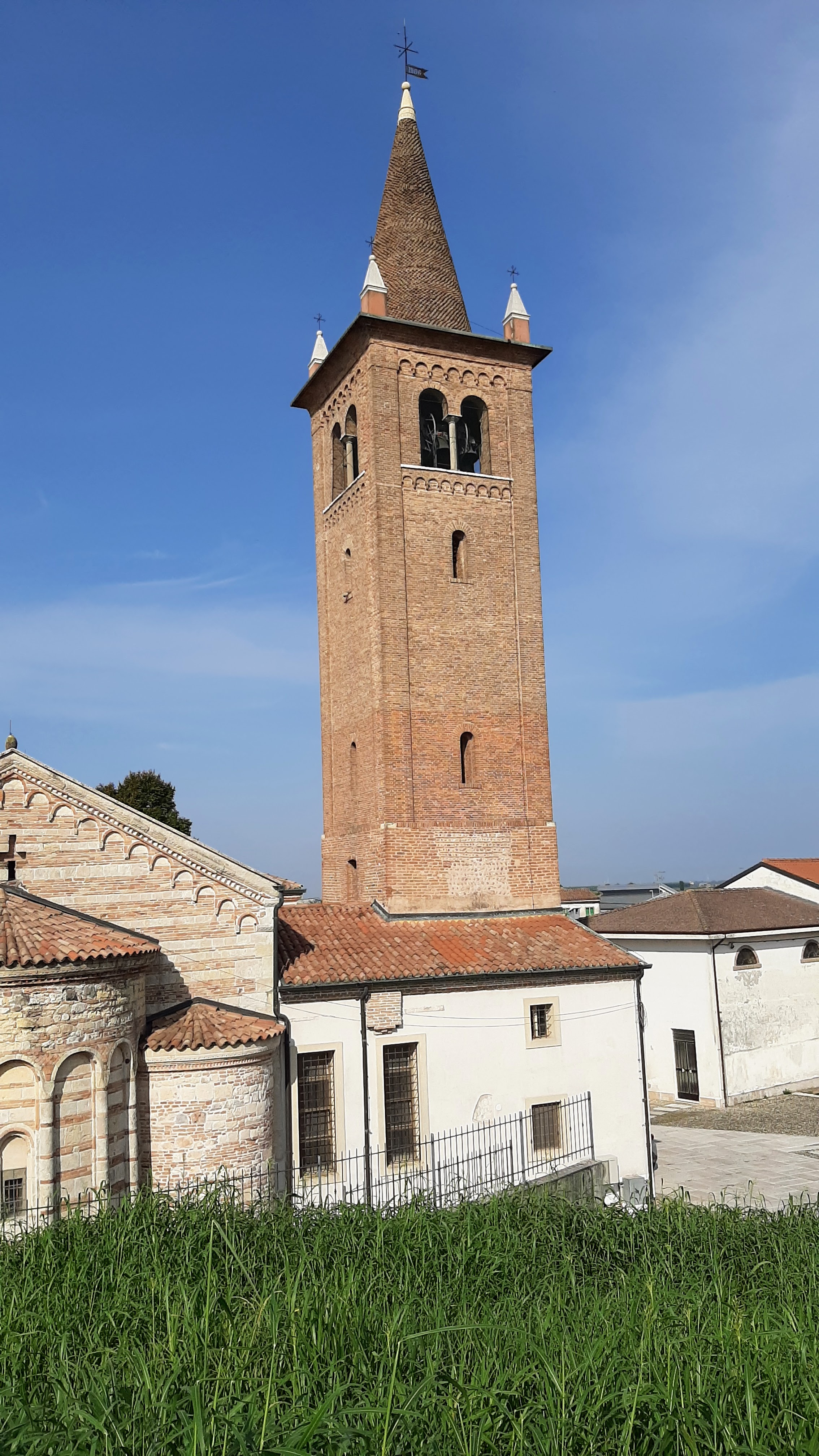
Il campanile.

Il campanile, risalente al primo decennio del XX secolo e addossato alla struttura attaccata al fianco nord del presbiterio, ha base quadrangolare e presenta un fusto con mattoni a vista.

La cella campanaria ha una bifora per lato ed è coronata da quattro pinnacoli con Croce metallica, mentre la copertura a pigna è in laterizio, al cui culmine vi è una grande Croce metallica.

In precedenza aveva la forma di torre.
Il concerto campanario presente oggi sulla torre è composto da 6 campane in FA#3, montate veronese e a doppio sistema, cioè suonabili sia manualmente sia elettricamente.

Questi i dati del concerto:
1 – FA#3 – diametro 970 mm - peso 514 kg - fusa nel 1909 da Cavadini di Verona.
2 – SOL#3 – diametro 870 mm - peso 361 kg - fusa nel 1909 da Cavadini di Verona.
3 – LA#3 – diametro 770 mm – peso 257 kg - fusa nel 1909 da Cavadini di Verona.
4 – SI3 – diametro 720 mm – peso 210 kg - fusa nel 1909 da Cavadini di Verona.
5 – DO#4 – diametro 640 mm – peso 146 kg – fusa nel 1909 da Cavadini di Verona.
6 – RE#4 – diametro 584 mm – peso 104 kg – fusa nel 2017 da Allanconi di Bolzone di Ripalta Cremasca..